# Deuteronomos autumnaria
Deuteronomos autumnaria là một loài bướm đêm trong họ Geometridae.